# Peisey-Nancroix
Peisey-Nancroix is een gemeente in het Franse departement Savoie in de regio Auvergne-Rhône-Alpes en telt 648 inwoners (2008). Het bestaat uit de dorpen Peisey, Nancroix en het skidorp Plan Peisey.

## Geografie

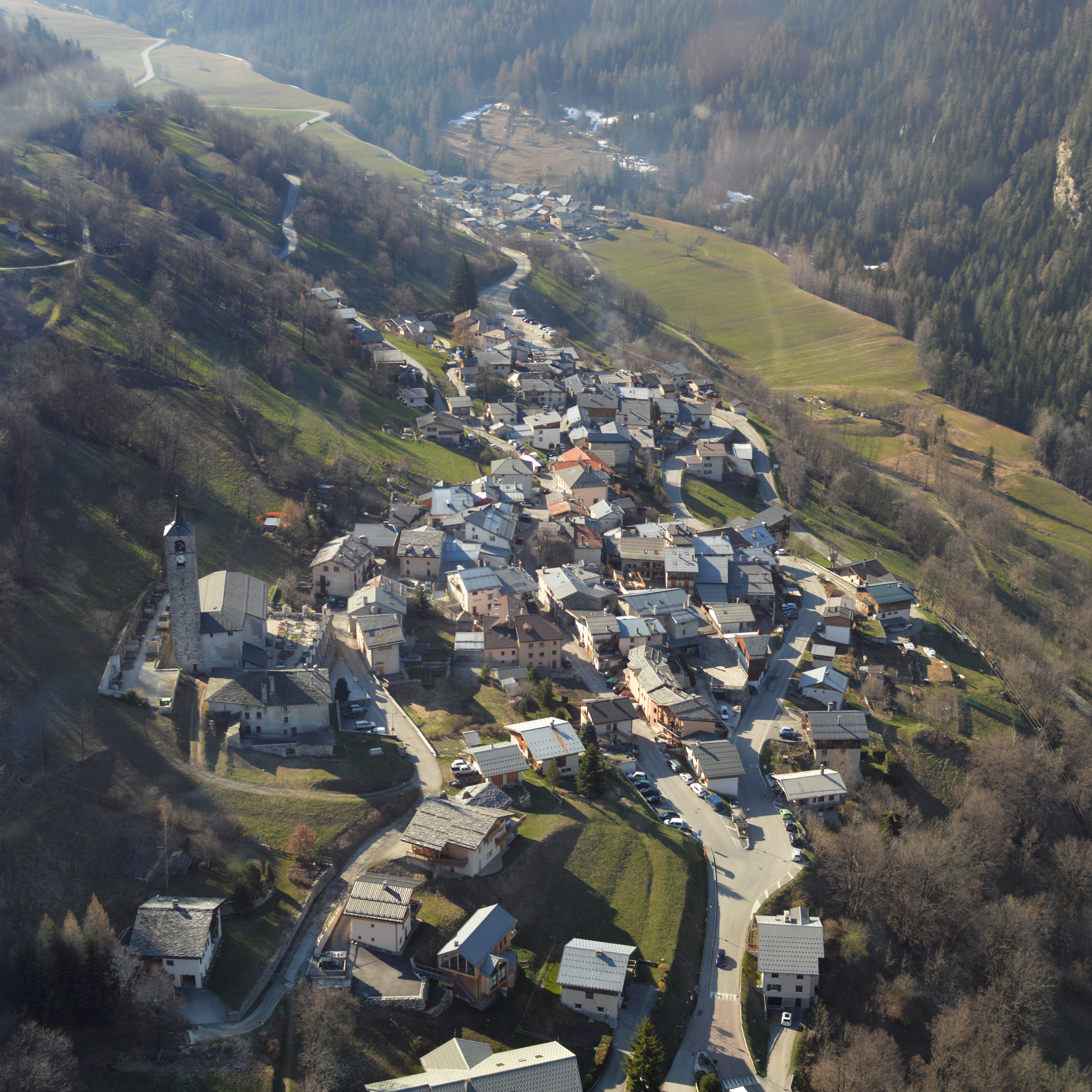
Dorpskern van Peisey gezien vanaf de Vanoise Express-gondel

De oppervlakte van Peisey-Nancroix bedraagt 74,4 km², de bevolkingsdichtheid is 8,3 inwoners per km².
De onderstaande kaart toont de ligging van Peisey-Nancroix met de belangrijkste infrastructuur en aangrenzende gemeenten.

## Demografie
Onderstaande figuur toont het verloop van het inwonertal (bron: INSEE-tellingen).